# Kathedraal van Balanga
De Kathedraal van Balanga, ook wel de St. Joseph Cathedral, is een kathedraal in de Filipijnse stad Balanga. De kathedraal is de zetel van het rooms-katholieke bisdom Balanga, dat de gehele provincie Bataan omvat. De huidige bisschop van Balanga is sinds 1 april 2010 Ruperto Cruz Santos. De beschermheilige van de kathedraal is Jozef van Nazareth

## Geschiedenis
De oorspronkelijke kerk van Balanga werd begin 18e eeuw gebouwd door de dominicanen. In 1975 werd de kerk tot kathedraal gewijd. Na de Tweede Wereldoorlog werd de kerk onder leiding van bisschop Celso gerenoveerd.